# Tách giãn đáy đại dương

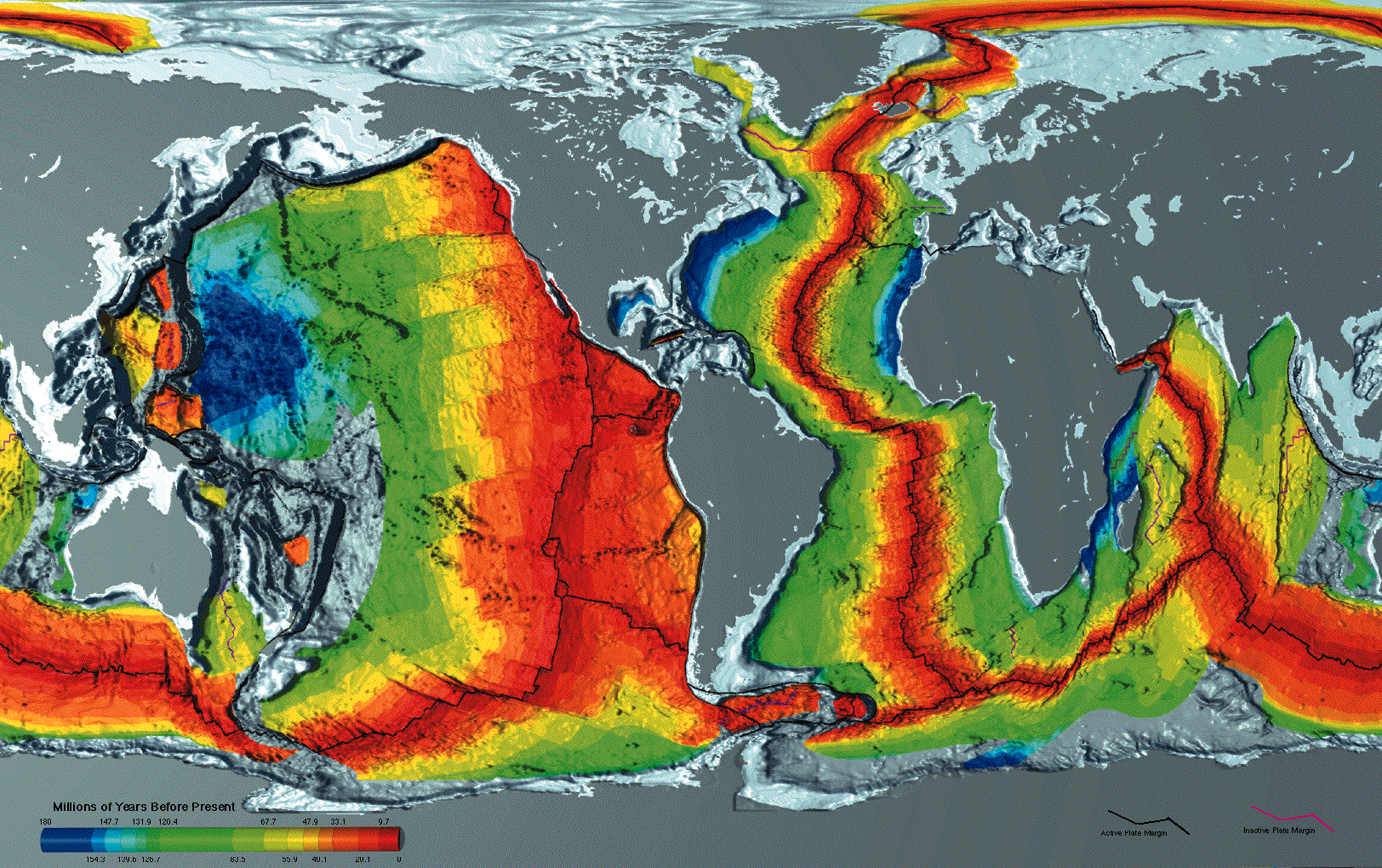
Tuổi của vỏ đại dương; trẻ nhất (đỏ) phân bốc dọc theo các trung tâm tách giãn.

Các mảng trong vỏ Trái Đất, theo học thuyết kiến tạo mảng

Tách giãn đáy đại dương là một lí thuyết trong học thuyết kiến tạo mảng, bổ sung vào thuyết trôi dạt lục địa. Tách giãn đáy đại dương xuất hiện ở các sống núi giữa đại dương, nơi mà vỏ đại dương mới được hình thành bởi các hoạt động núi lửa và sau đó chúng chuyển động từ từ ra xa sống núi. Lí thuyết mô tả lực gây chuyển động tách giãn là lực kéo mảng hơn là áp lực magma, mặc dù có hoạt động magma tác động đáng kể tại các trung tâm tách giãn. Magma basalt dâng lên theo đới nứt và nguội lạnh tạo thành đáy biển mới. Các mạch nhiệt dịch xuất hiện phổ biến ở trung tâm tách giãn. Các đá cổ hơn sẽ được tìm thấy nằm xa vùng tách giãn trong khi 9 cm/năm, trung bình khoảng 4–9 cm/năm, và chậm nhỏ hơn 4 cm/năm.
Các học thuyết trước đây (như của Alfred Wegener) về trôi dạt lục địa cho rằng các lục địa "đã cày xới" trên đáy biển. Ý tưởng cho rằng chính đáy biển chuyển động (và mang theo các lục địa cùng với nó) khi nó tách giãn từ một trục trung tâm được đề xuất bởi Harry Hess, Đại học Princeton vào thập niên 1960. Học thuyết cũng được chấp nhận cho đến ngày nay, và việc tách giãn này được cho là chịu tác động của các dòng đối lưu trong quyển mềm, và tác động lên thạch quyển.